# 倫選
《倫選》是台灣歌手蘇慧倫的第十九張大蝶，首張粵語精選專輯，在1999年3月推出。專輯收錄了她三張粵語專輯曲目，包括《我不是一個人住》、《要你記住我》、《話說》等等，以及他和其他歌手合唱的粵語歌。

## 曲目
| 曲序 | 曲名                          | 曲                   | 詞     | 編曲       | 備註                             |
| 01   | Lemon Tree（酸甜版）          | Hinkel Fredent Haler | 周禮茂 | 金景勛（김경훈） | 國語版為《Lemon Tree》           |
| 02   | 我不是一個人住                | 李宗盛               | 周禮茂 |            | 國語版為《我一個人住》           |
| 03   | 話說…                         | Ju Ju Club           | 李雄   | 戴維雄     | 國語版為《鴨子》                 |
| 04   | 春的花 秋的風 冬的飄雪 愛的人 | 賴雨辰               | 勞雙恩 | 賴雨農     |                                  |
| 05   | 少女問                        | 李宗盛               | 周禮茂 | 梁伯君     | 國語版為陈淑桦《問》             |
| 06   | 天台上的星光                  | 齊秦                 | 林夕   | 江建民     | 國語版為《沒有去過的地方》       |
| 07   | 舊情復熾（杜德偉合唱）        | 李振權               | 林夕   | 梁伯君     | 國語版為《愛你讓我勇敢》         |
| 08   | 愛的呼應                      | 周世暉               | 潘源良 | 鮑比達     | 國語版為《就要愛了嗎》           |
| 09   | 愛了再愛（周華健合唱）        | 蔡朝華               | 林夕   | 蔡朝華     | 無線電視電視劇《武當張三豐》插曲 |
| 10   | 要你記住我                    | 包小柏               | 林夕   | 包小松     |                                  |
| 11   | 失戀娃娃                      | 陳家麗               | 林夕   | 屠穎       | 國語版為《台北玫瑰》             |
| 12   | 這樣已經是最好                | 包小柏               | 林夕   | 蔡朝華     |                                  |
| 13   | 我有時會想                    | 楊明煌               | 因葵   | 李伯傑     | 國語版為《追得過一切》           |
| 14   | 有誰像你愛我（巫奇合唱）      | 包小松               | 李雄   | 戴維雄     |                                  |
| 15   | 給四季預算                    | 包小柏               | 陳少琪 | One Voice  | 原名《一年之計》                 |

## 唱片版本
- CD+VCD版